# 文藝

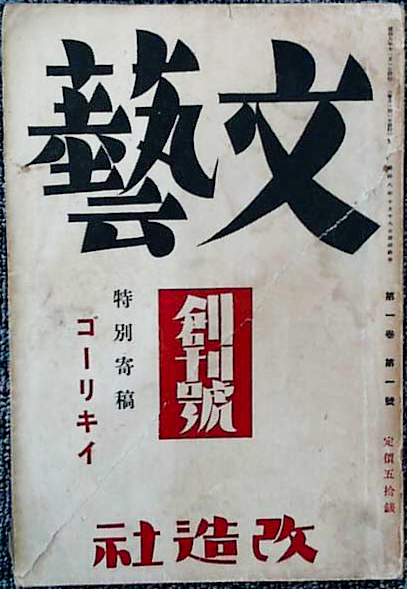
『文藝』創刊号

『文藝』（ぶんげい）は、日本の文芸雑誌。1933年に改造社により創刊されたが、その後1944年から河出書房が引き継ぐ形で刊行を開始、1957年に河出書房新社となった際に休刊したが、1962年に復刊して現在に至っている。当初は月刊誌だったが、1980年代半ばからは季刊誌となった。復刊以降から公募の文藝賞を主宰し、若手の書き手を発掘している。
この『文藝』と、『新潮』（新潮社発行）、『文學界』（文藝春秋発行）、『群像』（講談社発行）、『すばる』（集英社発行）は「五大文芸誌」と呼ばれ、これらに掲載された短編・中編小説が芥川賞の候補になることが多い。
『文藝』に掲載されて芥川賞を受賞した作品は、宮原昭夫「誰かが触った」（第67回）、三田誠広「僕って何」（第77回）、高橋三千綱「九月の空」、高橋揆一郎「伸予」（ともに第79回）、唐十郎「佐川君からの手紙」（第88回）、藤沢周「ブエノスアイレス午前零時」（第119回）、綿矢りさ「蹴りたい背中」（第130回）、青山七恵「ひとり日和」（第136回）、鹿島田真希「冥土めぐり」（第147回）、若竹千佐子「おらおらでひとりいぐも」（第158回）、遠野遥「破局」（第163回）、宇佐見りん「推し、燃ゆ」（第164回）、安堂ホセ「DTOPIA（デートピア）」（第172回）の13作品である。
1999年より、ムック本として『文藝別冊』「総特集」シリーズが「KAWADE夢ムック」で刊行している。姉妹編シリーズに「KAWADE道の手帖」があり、2005年から2014年までに発行した。
2019年に編集長に就任した坂上陽子は、表紙をカラフルにして、「韓国・フェミニズム・日本」など海外文学の積極的な推奨や「コロナと五輪」など社会問題を特集テーマに選ぶなど改革を実施し増刷を度重ね、部数や文学賞「文藝賞」への応募が増えた。「覚醒するシスターフッド」や金原ひとみ責任編集「私小説」など独自性が高い特集も話題となった。また宇佐見りん、遠野遥、安堂ホセ、児玉雨子、町屋良平、向坂くじら、佐藤究、朝比奈秋らの掲載小説が度々芥川賞などの文学賞の候補や受賞作となった。

## 歴代編集長
- 山本三生 1934－42年（改造社）
- 高杉一郎 1942－43年
- 木村徳三 1943－44年

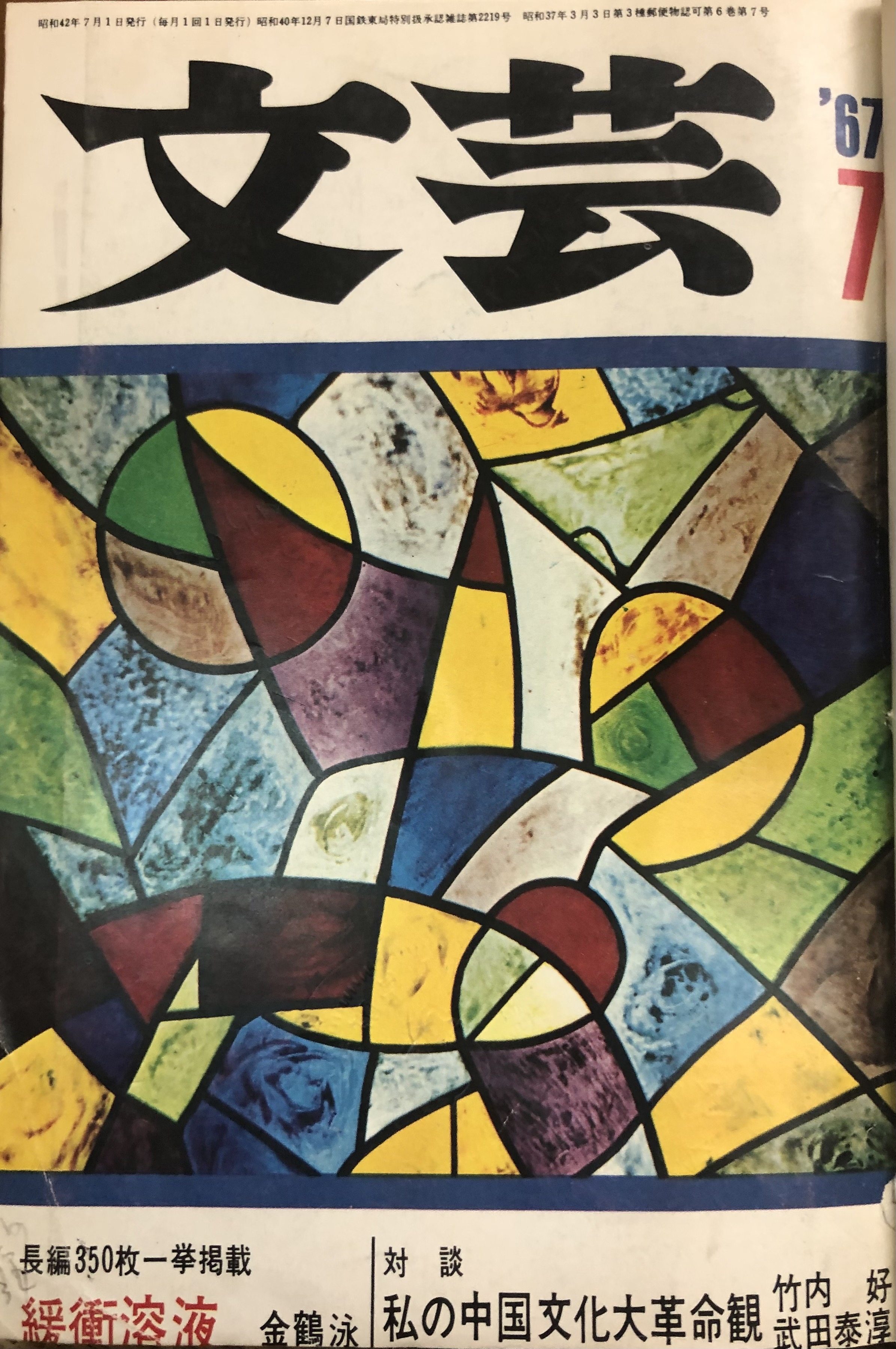
『文藝』1967年7月号

- 野田宇太郎 1944－45年（河出書房）
- 今野一雄 1946年
- 飯山正文 1947年
- 荒川竹志 1947年
- 杉森久英 1947－50年
- 巖谷大四 1950－56年
- 柳沢茂八 1956－57年
- （休刊）
- 坂本一亀 1962－63年
- 竹田博 1964－65年
- 寺田博 1965－66年
- 杉山正樹 1966‐67年
- 佐佐木幸綱 1967－68年
- 寺田博 1968－77年
- 金田太郎 1977－81年
- 福島紀幸 1981－84年
- 高木有 1984－92年
- 長田洋一 1992－97年
- 阿部晴政 1997－2001年
- 吉田久恭 2001－2010年
- 高木れい子 2010－2014年
- 尾形龍太郎 2014－2018年
- 坂上陽子 2019年[2]－